# ジョアン＝バンジャマン・ガバ
ジョアン＝バンジャマン・ガバ（Joan-Benjamin Gaba 2001年1月7日- ）は、フランス出身の柔道家。階級は73kg級。

## 経歴
2021年から4年連続で世界団体の2位となった。2021年の世界ジュニア個人戦では5位だったが、団体戦で優勝した。2024年に地元で開催されたパリオリンピックでは伏兵ながら準々決勝で元世界チャンピオンの橋本壮市に反則勝ちするなどして決勝まで進むも、世界チャンピオンであるアゼルバイジャンのヒダヤト・ヘイダロフに9分近い戦いの末に小外刈で敗れて銀メダルだった。パリオリンピック混合団体では決勝の日本戦で66kg級で金メダルを獲得した阿部一二三を8分近い戦いの末に肩車で破ると、その後チームも優勝を飾った。2025年の世界選手権では決勝でブラジルのダニエル・カルグニンを技ありで破って優勝した。
IJF世界ランキングは1710ポイント獲得で35位(25/6/2現在)。

## 主な戦績
- 2021年 - 世界団体　2位
- 2021年 - 世界ジュニア　個人戦　5位　団体戦　優勝
- 2022年 - 世界団体　2位
- 2023年 - 世界団体　2位
- 2024年 - ヨーロッパ選手権　3位
- 2024年 - 世界団体　2位
- 2024年 - パリオリンピック　2位
- 2024年 -  パリオリンピック混合団体 優勝
- 2025年 - ヨーロッパ選手権　3位
- 2025年 - 世界選手権　優勝
- 2025年 - 世界団体　5位

(出典、JudoInside.com)